# Park Chul-soo
Park Chul-soo (* 20. November 1948 in Daegu; † 19. Februar 2013 in Yongin) war ein südkoreanischer Filmregisseur, Drehbuchautor und Produzent. Er war Absolvent der Sungkyunkwan University im Fach Ökonomie. Am 19. Februar 2013 starb er im Alter von 64 Jahren bei einem Verkehrsunfall.

## Filmografie (Auswahl)
Regisseur
- 1978: Captain of the Back Streets
- 1979: The Rain at Night
- 1980: Painful Maturity
- 1981: Is There a Girl Like Her?
- 1983: Stray Dogs
- 1983: Tinker’s Wife
- 1985: Mother
- 1986: A Pillar of Mist
- 1987: Hello Im Kuk-Jeong
- 1988: My Mellow Rose
- 1989: Today’s Women
- 1990: Oseam Temple
- 1990: The Woman Who Walks on Water
- 1991: Seoul Evita
- 1991: Theresa’s Lover
- 1992: Flower in the Snow
- 1994: Towards Existance
- 1995: 301/302 – Der Fall ist gegessen
- 1996: Seven Reasons Why Beer Is Better Than a Lover
- 1996: Farewell My Darling
- 1997: Push! Push!
- 1998: Kazoku Cinema
- 2000: Bongja
- 2005: Green Chair
- 2011: Red Vacance Black Wedding